# Bell Challenge 2013 - Qualificazioni singolare
Le qualificazioni del singolare  del Bell Challenge 2013 sono state un torneo di tennis preliminare per accedere alla fase finale della manifestazione. I vincitori dell'ultimo turno sono entrati di diritto nel tabellone principale. In caso di ritiro di uno o più giocatori aventi diritto a questi sono subentrati i lucky loser, ossia i giocatori che hanno perso nell'ultimo turno ma che avevano una classifica più alta rispetto agli altri partecipanti che avevano comunque perso nel turno finale.

## Teste di serie
1. Melanie Oudin (Qualificata)
2. Alla Kudrjavceva (primo turno)
3. Grace Min (ultimo turno)
4. Julie Coin (Qualificata)

1. Sesil Karatančeva (Qualificata)
2. Irina Falconi (primo turno)
3. Catalina Castaño (secondo turno)
4. Madison Brengle (ultimo turno)

## Qualificate
1. Melanie Oudin
2. Sesil Karatančeva

1. Amra Sadiković
2. Julie Coin

## Tabellone

### Legenda
| - Q = Qualificato - WC = Wild card - LL = Lucky loser | - ALT = Alternate - SE = Special Exempt - PR = Protected Ranking | - w/o = Walkover - r = Ritirato - d = Squalificato |

### Sezione 1
|  | Primo turno        | Primo turno        | Primo turno        | Primo turno | Primo turno |  |  | Secondo turno | Secondo turno      | Secondo turno      | Secondo turno   | Secondo turno |   |   | Ultimo turno | Ultimo turno  | Ultimo turno | Ultimo turno | Ultimo turno |  |
|  |                    |                    |                    |             |             |  |  |               |                    |                    |                 |               |   |   |              |               |              |              |              |  |
|  | 1                  | Melanie Oudin      | Melanie Oudin      | 6           | 6           |  |  |               |                    |                    |                 |               |   |   |              |               |              |              |              |  |
|  |                    | Sonja Molnar       | Sonja Molnar       | 4           | 2           |  |  | 1             | Melanie Oudin      | Melanie Oudin      | 6               | 6             |   |   |              |               |              |              |              |  |
|  | Naomi Ōsaka        | Naomi Ōsaka        | Naomi Ōsaka        | 4           | 2           |  |  |               | Gabriela Dabrowski | Gabriela Dabrowski | 1               | 4             |   |   |              |               |              |              |              |  |
|  | Gabriela Dabrowski | Gabriela Dabrowski | Gabriela Dabrowski | 6           | 6           |  |  |               |                    |                    |                 |               |   |   | 1            | Melanie Oudin | 6            | 3            | 6            |  |
|  | WC                 | Nicole Melichar    | 4                  | 7           | 6           |  |  |               |                    | 8                  | Madison Brengle | 0             | 6 | 2 |              |               |              |              |              |  |
|  |                    | Sachie Ishizu      | 6                  | 6(0)        | 4           |  |  | WC            | Nicole Melichar    | Nicole Melichar    | 0               | 2             |   |   |              |               |              |              |              |  |
|  | WC                 | Françoise Abanda   | Françoise Abanda   | 2           | 0           |  |  | 8             | Madison Brengle    | Madison Brengle    | 6               | 6             |   |   |              |               |              |              |              |  |
|  | 8                  | Madison Brengle    | Madison Brengle    | 6           | 6           |  |  |               |                    |                    |                 |               |   |   |              |               |              |              |              |  |

### Sezione 2
|  | Primo turno     | Primo turno        | Primo turno        | Primo turno | Primo turno |  |  | Secondo turno   | Secondo turno     | Secondo turno     | Secondo turno     | Secondo turno |   |   | Ultimo turno | Ultimo turno    | Ultimo turno | Ultimo turno | Ultimo turno |  |
|  |                 |                    |                    |             |             |  |  |                 |                   |                   |                   |               |   |   |              |                 |              |              |              |  |
|  | 2               | Alla Kudrjavceva   | Alla Kudrjavceva   | 6           | 4           |  |  |                 |                   |                   |                   |               |   |   |              |                 |              |              |              |  |
|  |                 | Coco Vandeweghe    | Coco Vandeweghe    | 7           | 6           |  |  | Coco Vandeweghe | Coco Vandeweghe   | 5                 | 6                 | 6             |   |   |              |                 |              |              |              |  |
|  | Carol Zhao      | Carol Zhao         | 65                 | 6           | 6           |  |  | Carol Zhao      | Carol Zhao        | 7                 | 4                 | 4             |   |   |              |                 |              |              |              |  |
|  | Jillian O'Neill | Jillian O'Neill    | 7                  | 3           | 4           |  |  |                 |                   |                   |                   |               |   |   |              | Coco Vandeweghe | 6            | 4            | 2            |  |
|  | Petra Rampre    | Petra Rampre       | Petra Rampre       | 6           | 7           |  |  |                 |                   | 5                 | Sesil Karatančeva | 1             | 6 | 6 |              |                 |              |              |              |  |
|  | Asia Muhammad   | Asia Muhammad      | Asia Muhammad      | 4           | 67          |  |  |                 | Petra Rampre      | Petra Rampre      | 2                 | 4             |   |   |              |                 |              |              |              |  |
|  |                 | Élisabeth Fournier | Élisabeth Fournier | 2           | 2           |  |  | 5               | Sesil Karatančeva | Sesil Karatančeva | 6                 | 6             |   |   |              |                 |              |              |              |  |
|  | 5               | Sesil Karatančeva  | Sesil Karatančeva  | 6           | 6           |  |  |                 |                   |                   |                   |               |   |   |              |                 |              |              |              |  |

### Sezione 3
|  | Primo turno         | Primo turno         | Primo turno   | Primo turno | Primo turno |  |  | Secondo turno     | Secondo turno     | Secondo turno     | Secondo turno  | Secondo turno  |   |   | Ultimo turno | Ultimo turno | Ultimo turno | Ultimo turno | Ultimo turno |  |
|  |                     |                     |               |             |             |  |  |                   |                   |                   |                |                |   |   |              |              |              |              |              |  |
|  | 3                   | Grace Min           | Grace Min     | 6           | 6           |  |  |                   |                   |                   |                |                |   |   |              |              |              |              |              |  |
|  |                     | Chiara Scholl       | Chiara Scholl | 2           | 2           |  |  | 3                 | Grace Min         | Grace Min         | 6              | 6              |   |   |              |              |              |              |              |  |
|  | Allie Will          | Allie Will          | Allie Will    | 1           | 0           |  |  |                   | Tereza Mrdeža     | Tereza Mrdeža     | 2              | 2              |   |   |              |              |              |              |              |  |
|  | Tereza Mrdeža       | Tereza Mrdeža       | Tereza Mrdeža | 6           | 6           |  |  |                   |                   |                   |                |                |   |   | 3            | Grace Min    | Grace Min    | 65           | 3            |  |
|  | Alexandra Mueller   | Alexandra Mueller   | 67            | 7           | 7           |  |  |                   |                   |                   | Amra Sadiković | Amra Sadiković | 7 | 6 |              |              |              |              |              |  |
|  | Alexandra Stevenson | Alexandra Stevenson | 7             | 63          | 69          |  |  | Alexandra Mueller | Alexandra Mueller | Alexandra Mueller | 4              | 4              |   |   |              |              |              |              |              |  |
|  |                     | Amra Sadiković      | 6             | 1           | 6           |  |  | Amra Sadiković    | Amra Sadiković    | Amra Sadiković    | 6              | 6              |   |   |              |              |              |              |              |  |
|  | 6                   | Irina Falconi       | 3             | 6           | 2           |  |  |                   |                   |                   |                |                |   |   |              |              |              |              |              |  |

### Sezione 4
|  | Primo turno      | Primo turno           | Primo turno           | Primo turno | Primo turno |  |  | Secondo turno | Secondo turno    | Secondo turno    | Secondo turno | Secondo turno |   |   | Ultimo turno | Ultimo turno | Ultimo turno | Ultimo turno | Ultimo turno |  |
|  |                  |                       |                       |             |             |  |  |               |                  |                  |               |               |   |   |              |              |              |              |              |  |
|  | 4                | Julie Coin            | Julie Coin            | 6           | 6           |  |  |               |                  |                  |               |               |   |   |              |              |              |              |              |  |
|  | WC               | Petra Januskova       | Petra Januskova       | 0           | 0           |  |  | 4             | Julie Coin       | Julie Coin       | 7             | 6             |   |   |              |              |              |              |              |  |
|  | Kristina Barrois | Kristina Barrois      | 6                     | 62          | 6           |  |  |               | Kristina Barrois | Kristina Barrois | 65            | 4             |   |   |              |              |              |              |              |  |
|  | Jennifer Elie    | Jennifer Elie         | 1                     | 7           | 3           |  |  |               |                  |                  |               |               |   |   | 4            | Julie Coin   | Julie Coin   | 6            | 6            |  |
|  | Nicole Gibbs     | Nicole Gibbs          | 6                     | 4           | 5           |  |  |               |                  |                  | Chieh-yu Hsu  | Chieh-yu Hsu  | 2 | 0 |              |              |              |              |              |  |
|  | Chieh-yu Hsu     | Chieh-yu Hsu          | 3                     | 6           | 7           |  |  |               | Chieh-yu Hsu     | 6                | 4             | 7             |   |   |              |              |              |              |              |  |
|  | WC               | Khristina Blajkevitch | Khristina Blajkevitch | 2           | 3           |  |  | 7             | Catalina Castaño | 3                | 6             | 62            |   |   |              |              |              |              |              |  |
|  | 7                | Catalina Castaño      | Catalina Castaño      | 6           | 6           |  |  |               |                  |                  |               |               |   |   |              |              |              |              |              |  |